# Золотая лихорадка в Фэрбанксе
Золотая лихорадка в Фэрбанксе — золотая лихорадка, которая произошла в Фэрбанксе, Аляска, в начале 1900-х годов. Фэрбанкс был городом, построенным во время золотой лихорадки. Открытие и исследование месторождений золота продолжают проходить вокруг современного Фэрбанкса.

## История
Феликс Педро потратил годы на поиски золота. Он пытался найти золото в ручьях и в долине Танана, где Фэрбанкс будет основан, прежде чем он найдёт «американский Клондайк». В августе 1901 года торговец Е. Т. Барнетт и его жена Изабель были на борту речного судна Lavelle Young, пытаясь создать торговый пост в Танакроссе на реке Танана. Мелководье остановило Lavelle Young, и Адамс (совладелец корабля Lavelle Young) отказался идти дальше, поэтому Барнетт открыл магазин на месте остановки.
Барнетт открыл торговый пост на реке Чена после того, как Педро сказал ему, что у участка есть хорошие «перспективы». 22 июля 1902 года Педро обнаружил золото к северу от Фэрбанкса, во Внутренней Аляске, которое вызвало начало золотой лихорадки в Фэрбанксе, породившая преображение города. Барнетт отправил Джуджиро Вада, японского иммигранта из Эхиме в Доусон, чтобы распространить информацию о том, что золото было найдено, чтобы Барнетт смог продавать свои товары. После того, как Вада распространил информацию об обнаруженном золоте, многие шахтеры, которые ещё не уехали на Золотую лихорадку в Номе (англ.), отправились в Фэрбанкс.
Исследовательская компания Фэрбанкса выкупила участки в размере 30 на 50 миль, и перевезла золото по железной дороге. Население Фэрбанкса увеличилось с 1155 в 1920 году до 2101 в 1930 году.
22 июля 1910 года, примерно через восемь лет после того, как он обнаружил золото к северу от Фэрбанкса, Феликс Педро скончался в больнице Святого Иосифа в Фэрбанксе от сердечного приступа.